# Kenton Duty
Jeffrey Kenton Duty, nome completo di Kenton Duty, (Plano, 12 maggio 1995) è un attore, ballerino e cantante statunitense conosciuto principalmente per il ruolo di Günther Hessenheffer nella serie Disney Channel A tutto ritmo.

## Biografia
Duty è nato il 12 maggio 1995 ed è cresciuto a Plano, in Texas. Ha due sorelle gemelle, Jessica e Rebecca, che sono nate nel 1999.  Duty iniziò a studiare recitazione a 9 anni, quando i suoi genitori gli suggerirono di frequentare un laboratorio estivo di musica e teatro per aiutarlo a sentirsi più sicuro di sé durante l'audizione per la sua presentazione a scuola. Fu proprio nel laboratorio estivo che scoprì la sua passione per il teatro musicale, e fu proprio qui che conobbe un regista che gli chiese di fare un'audizione per quello che sarà il suo primo film, A Christmas Carol.

### Carriera
Nel 2004 Duty inizia la sua carriera a Dallas, Texas all'età di nove anni, interpretando il giovane Scrooge nel musical A Christmas Carol andato in scena presso il Dallas Theater Center.  L'anno seguente regitò nel ruolo di protagonista nella produzione teatrale di Ragtime, andata in scena al Denton Community Theater. Scoperto dal talent scout hollywoodiano Cindy Osbrink, Duty si recò a Los Angeles per fare dei provini per alcune serie televisiva. È apparso anche in numerosi spot pubblicitari, tra cui quelli per McDonald's, Wal-Mart, Pizza Hut e Mattel.
Nel 2010 ha ottenuto il ruolo di Günther Hessenheffer, protagonista della serie di Disney Channel A tutto ritmo.
Nel 2007, dopo essere apparso in diversi sketches del The Tonight Show with Jay Leno, Duty ottenne il suo primo ruolo importante nel film televisivo Christmas in Paradise trasmesso dall'emittente Lifetime. Nel corso dei due anni successivi, è apparso come guest-star in Cold Case - Delitti irrisolti e The Jay Leno Show, e come co-starring nella populare web serie Ctrl.

## Filmografia

### Cinema
- Camp Winoaka, regia di Xai Homechan (2006)
- 2:13, regia di Charles Adelman (2009) - non accreditato
- Forget Me Not, regia di Tyler Oliver (2009)
- Ricomincio da zero (Crazy on the Outside), regia di Tim Allen (2010)
- Il mio nome è Khan (My name is Khan), regia di Karan Johar (2010)
- Amazing Love, regia di Kevin Downes (2012)
- Contest, regia di Anthony Joseph Giunta (2013)
- Murphy, regia di Nick Grosvenor e Michael Matthews - cortometraggio (2013)
- Awkward Party, regia di Stephen Kramer Glickman - cortometraggio (2014)
- Le avventure di Mickey Matson - Il codice dei pirati (Pirate's Code: The Adventures of Mickey Matson), regia di Harold Cronk (2014)
- Nod Your Head, regia di David H. Venghaus Jr. - cortometraggio (2014)
- It's Guys Night, regia di Peter Adrian Sudarso - cortometraggio (2015)
- Il tesoro di Whittmore (Little Savages), regia di Paul Tomborello (2016)
- Crowning Jules, regia di Shea Fontana (2017)
- Patients, regia di Andrew Creme e Savvas Thomas Yiannoulou - cortometraggio (2018)
- Intruder, regia di Mosley Agin - cortometraggio (2019)

### Televisione
- The Tonight Show (The Tonight Show with Jay Leno) – programma TV, 4 episodi (2006-2007)
- Christmas in Paradise, regia di Sheldon Larry – film TV (2007)
- Cold Case - Delitti irrisolti (Cold Case) – serie TV, episodi 6x7 (2008)
- Ctrl – serie TV, 10 episodi (2009)
- Lost – serie TV, 4 episodi (2010)
- Jimmy Kimmel Live! – programma TV, episodi 8x144 (2010) - non accreditato
- L'uomo di casa (Last Man Standing) – serie TV, episodi 1x4 (2011)
- A tutto ritmo (Shake It Up) – serie TV, 49 episodi (2010-2012)
- A tutto ritmo - In Giappone (Shake It Up: Made In Japan), regia di Chris Thompson – film TV (2012)
- Silver Bells, regia di Harold Cronk – film TV (2013)
- Fresh Off the Boat – serie TV, episodi 1x2 (2015)
- Astrid Clover – serie TV, episodi 1x26 (2015)
- Filthy Preppy Teen$ – serie TV, episodi 1x1 (2015)
- Errore fatale (A Housekeeper's Revenge), regia di Darin Scott – film TV (2016)
- The Encounter – serie TV, episodi 1x5 (2016)
- Hilton Head Island – serie TV, 16 episodi (2017-2018)
- Aware I'm Rare – serie TV, episodi 1x1 (2019)

### Doppiatore
- Fish Hooks - Vita da pesci (Fish Hooks) – serie TV, episodi 2x10 (2012)
- Jake e i pirati dell'Isola che non c'è (Jake and the Never Land Pirates) – serie TV, episodi 3x11 (2014)

## Doppiatori italiani
Nelle versioni in italiano delle opere in cui ha recitato, Kenton Duty è stato doppiato da:
- Mirko Cannella in A tutto ritmo, A tutto ritmo in Giappone
- Mattia Nissolino in Lost
- Stefano De Filippis in Le avventure di Mickey Matson - Il codice dei pirati
- Simone Veltroni ne Il tesoro di Whittmore - Little Savages
- Alex Polidori ne Il mio nome è Khan

## Discografia
- Monster Mash (2011) feat. Adam Irigoyen e Davis Cleveland
- Show Ya How (2012) feat. Adam Irigoyen
- Roam feat. Caroline Sunshine, Adam Irigoyen e Davis Cleveland
- Teenage Summer Nights (2013)
- Breaking the Surface (2014)